# Bảo tàng Đồ chơi và Vui chơi ở Kielce
Bảo tàng Đồ chơi và Vui chơi ở Kielce (tiếng Ba Lan: Muzeum Zabawek i Zabawy w Kielcach) là một trong những bảo tàng ở thành phố Kielce, Ba Lan, chuyên sưu tập và triển lãm các loại đồ chơi lịch sử và hiện đại.

## Lịch sử
Bảo tàng được thành lập vào ngày 1 tháng 12 năm 1979 với tên gọi là Bảo tàng Đồ chơi, thuộc quyền quản lý của Hiệp hội Hợp tác xã Đồ chơi Quốc gia. Lúc bấy giờ, bảo tàng tổ chức triển lãm bên trong tòa nhà Bảo tàng Quốc gia ở Kielce trên quảng trường Partyzantów (hiện nay là quảng trường Chợ). Trong giai đoạn 1982 - 1985, các bộ sưu tập của bảo tàng được trưng bày bên trong một kho thóc lịch sử nằm trên phố Zamkowa. Sau đó, bảo tàng vẫn chưa có trụ sở riêng và chỉ tổ chức các cuộc triển lãm tạm thời tại nhiều viện bảo tàng hoặc cơ sở văn hóa khác ở thành phố Kielce. Từ năm 2006, bảo tàng chính thức lấy tên gọi hiện tại và bắt đầu sử dụng trụ sở như này nay ở số 2 Quảng trường Tự do.